# Астрономы без границ
«Астрономы без границ» (англ. Astronomers Without Borders, AWB) — американская организация, основанная Майком Симмонсом, которая занимается популяризацией астрономии по всему миру и объединением людей через этот всеобщий интерес. Проекты организации включают краудфандинг в развитых странах для закупки оборудования и обучения людей в развивающихся странах. Цель группы состоит в том, чтобы создать «goodwill and understanding» (добрую волю и понимание).
Организация была основана в 2007 году, а в 2009 году стала некоммерческой и освобождена от налогов. Со 2 по 5 апреля 2009 года проходила акция «100 часов астрономии», цель которой состояла в том, чтобы как можно больше людей по всему миру могли посмотреть в оптические телескопы. В продолжение программы «100 часов астрономии» организация проводит Всемирный месяц астрономии каждый апрель, начиная с 2010 года.